# Stade General Santander
 (mai 2025).
Si vous disposez d'ouvrages ou d'articles de référence ou si vous connaissez des sites web de qualité traitant du thème abordé ici, merci de compléter l'article en donnant les références utiles à sa vérifiabilité et en les liant à la section « Notes et références ».
Le stade General Santander (espagnol : Estadio General Santander) est un stade omnisports situé à Cúcuta, en Colombie. Il est actuellement utilisé principalement pour des matchs de football. 
Le stade a une capacité de 42 901 places. Il est nommé en référence à Francisco de Paula Santander.